# Laevicardium biradiatum
Laevicardium biradiatum is een tweekleppigensoort uit de familie van de Cardiidae. De wetenschappelijke naam van de soort is voor het eerst geldig gepubliceerd in 1789 door Bruguière.